# Iberdrola
Iberdrola este cea mai mare companie energetică din Spania.
Compania deține 80% din Iberdrola Renovables.  Are aproximativ 40.000 de angajați și deservește aproximativ 30 de milioane de clienți.
Printre filiale se numără ScottishPower (Regatul Unit) și o parte semnificativă din Avangrid (Statele Unite). Începând cu 2023, cel mai mare acționar al companiei este Autoritatea de Investiții din Qatar, BlackRock și Norges Bank deținând, de asemenea, interese semnificative.
Iberdrola este cel mai mare producător de energie eoliană și a doua companie de electricitate din lume după capitalizarea de piață. Până în 2023, compania operează o capacitate de 62 045 MW, din care 41 246 MW provin din surse regenerabile la nivel mondial.

## Istoric
Iberdrola a fost creată la 1 noiembrie 1992, prin fuziunea dintre Hidroeléctrica Española și Iberduero. Hidroeléctrica Española, cunoscută și sub numele de Hidrola, și-a început activitatea în 1907, în timp ce Iberduero a rezultat din fuziunea dintre Hidroeléctrica Ibérica și Saltos del Duero în 1944.
În 2015, compania a făcut o altă mișcare semnificativă în SUA prin achiziționarea United Illuminating (UIL), o companie cotată la bursă, pentru 2 647 de milioane de euro. În același an, în urma integrării Iberdrola USA și UIL Holdings Corporation, Avangrid a fost înființată și a început să se tranzacționeze la Bursa din New York.
În 2020 au fost realizate mai multe achiziții de către Iberdrola. Compania a achiziționat Infigen Energy în Australia și a redenumit-o ulterior Iberdrola Australia. În Franța, compania a achiziționat Aalto Power, o companie de energie regenerabilă axată pe proiecte de energie eoliană. În SUA, Iberdrola a făcut demersuri pentru achiziționarea PNM Resources, un furnizor de energie electrică pentru Texas și New Mexico, procesul de achiziție fiind supus aprobării Comisiei de reglementare din New Mexico. Achizițiile suplimentare din 2020 au inclus distribuitorul CEB-D în Brazilia și Acacias Renewables în Japonia.
La sfârșitul anului 2022, grupul Iberdrola avea o capacitate instalată totală de 60 761 MW, din care 40 066 MW sunt regenerabile. În 2023, compania a atins o capacitate de 62 045 MW și respectiv 41 246 MW, crescând energia regenerabilă cu 6,5% la nivel mondial.
Compania a încheiat un parteneriat strategic cu compania Masdar din Abu Dhabi pentru dezvoltarea în comun a parcului eolian offshore Baltic Eagle de 476 MW în Marea Baltică germană în vara anului 2023.
În iulie 2023, Iberdrola a încheiat un acord cu Vodafone pentru a furniza energie regenerabilă în trei țări - Spania, Portugalia și Germania - cu 410GWh de energie solară din centrale solare nou construite.
Până în vara anului 2023, 7 100 MW de noi capacități de energie regenerabilă sunt în construcție la nivel mondial, pentru o investiție totală de 12 miliarde de euro, dintre care 3 000 MW se referă la energia eoliană offshore.
În 2023, compania are o forță de muncă de 41.000 de angajați și active de peste 160 de miliarde de euro. În 2023, profitul net al Iberdrola pentru primul semestru a crescut la 2,52 miliarde de euro de la 2,08 miliarde de euro cu un an înainte.
Banca Europeană de Investiții și Iberdrola au semnat un acord de finanțare în valoare de 1 miliard EUR în 2023 pentru dezvoltarea a 19 centrale solare și a trei parcuri eoliene onshore în Spania, Portugalia și Germania. 70 % dintre centrale vor fi construite în zone rurale afectate de tranziția către zone net zero și de coeziune. Proiectele vor genera suficientă energie verde pentru a alimenta în medie peste 1 milion de gospodării în fiecare an.

## Președinți
Președinții Iberdrola
- Íñigo de Oriol Ybarra. Președinte al Iberdrola între 1992 și 2005.
- José Ignacio Sánchez Galán. Președinte al Iberdrola din 2005.

## Energia regenerabilă
În mai 2008, Iberdrola a comunicat că va investi opt miliarde USD în Statele Unite ale Americii, în energii regenerabile, în perioada 2008-2010.
Compania a precizat că la finele primului trimestru din 2009 va deține în SUA parcuri eoliene cu o capacitate instalată de 2.400 MW și se așteaptă să încheie anul cu o capacitate de 3.600 MW.
În prezent (octombrie 2009), Iberdrola operează ferme eoliene în Polonia (160 MW) și Ungaria (50 MW);
de asemenea, Iberdrola deține câteva locații în Estonia, unde va dezvolta o fermă eoliană de 150 MW, și Bulgaria.
În anul 2009, Iberdrola Renovables avea o capacitate de producție de 10.003 MW și desfășura operațiuni în 23 de țări.

## Filiale principale

### Iberdrola España, S.A.U.
Iberdrola España, S.A.U. este societatea subholding a grupului Iberdrola în Spania, care își desfășoară activitatea prin intermediul filialelor sale: Iberdrola Energía Sostenible España, S.A.U., i-DE Redes Eléctricas Inteligentes, S.A.U. și Iberdrola Energía España, S.A.U. Iberdrola España, S.A.U. a fost înființată în 1989 și are sediul central în Bilbao, Spania. Filiala operează în Spania și desfășoară activități dereglementate de producție de energie electrică energie electrică, și de vânzare cu amănuntul de gaze naturale.

### ScottishPower
ScottishPower a fost înființată în 1990, ca pregătire pentru privatizarea, în anul următor, a industriei energiei electrice scoțiene, care anterior era deținută de stat. Compania este operatorul rețelei de distribuție pentru centrul și sudul Scoției, Merseyside, nordul Țării Galilor și părți din Cheshire și Shropshire. De asemenea, este proprietarul rețelei de transport pentru sudul Scoției. Al patrulea cel mai mare furnizor de energie din Regatul Unit, ScottishPower are 3,6 milioane de puncte de alimentare în întreaga țară, cu 15 377 GWh de energie distribuită în prima jumătate a anului 2023. Acesta operează în Regatul Unit cu Scottish Power Retail Holdings Ltd. (SPRH), Scottish Power Energy Networks Holdings Ltd (SPENHL) și filialele ScottishPower Renewable Energy Ltd (SPREL).

### Avangrid
Avangrid (Iberdrola USA), care a devenit parte a grupului în septembrie 2008. În 2015, Iberdrola USA a fuzionat cu UIL Holdings (societatea mamă a United Illuminating din Connecticut și a altor companii) pentru a deveni Avangrid, controlată de Iberdrola. Distribuie energie electrică și gaze naturale către 3,3 milioane de consumatori de energie electrică și 930 000 de consumatori de gaze naturale. Are sediul central în Orange, Connecticut (CT), operează în 25 de state și are două linii de activitate: Avangrid Networks și Avangrid Renewables.
Avangrid Networks administrează opt companii de electricitate, gaze naturale și utilități combinate Avangrid Renewables deține și exploatează instalații de generare a energiei regenerabile în Statele Unite.

### Neoenergia, S.A.
Neoenergia este subholdingul grupului Iberdrola care operează în Brazilia, fondat în 1997. Acțiunile sale sunt listate la bursa braziliană și cuprinde participații în societățile de distribuție, generare, energie regenerabilă, transport și vânzare cu amănuntul a energiei electrice care operează în Brazilia.
Neoenergia este prezentă în 18 state și gestionează 13,9 milioane de puncte de alimentare într-o zonă de concesiune de aproximativ 840 000 km2.

### Iberdrola Mexico, SA de CV
Iberdrola México, S.A. de C.V. este o societate subholding a Iberdrola în Mexic, înființată în 2000. Iberdrola México își desfășoară activitatea prin intermediul a două societăți: Iberdrola Generación México, S.A. de C.V. și Iberdrola Renovables México, S.A. de C.V. Iberdrola México este responsabilă pentru definirea și implementarea strategiei grupului în Mexic. Companiile furnizează servicii de electricitate și gaze clienților rezidențiali, comerciali și industriali din întreaga țară. Iberdrola Mexic operează în mai multe state, inclusiv Mexico City, Statul Mexic, Guadalajara și Monterrey.

### Iberdrola Energía Internacional, S.A.U.
Iberdrola Energía Internacional, S.A.U. este o companie subholding care operează în afara Spaniei, Regatului Unit, Statelor Unite ale Americii, Braziliei și Mexicului. Domeniul său de activitate include producția, transportul și distribuția de energie electrică, precum și furnizarea de servicii energetice.

## Iberdrola în România
Alături de Nuclearelectrica, ArcelorMittal, CEZ, GDF Suez, Enel și RWE Power, Iberdrola a semnat, la 20 noiembrie 2008, Acordul Investitorilor pentru înființarea companiei de proiect (SC EnergoNuclear SA) care va construi, pune în funcțiune și exploata Unitățile 3 și 4 de la Centrala nucleară de la Cernavodă.
În urma negocierilor, s-a decis că împărțirea acțiunilor între partenerii de proiect să fie astfel: Nuclearelectrica - 51%, CEZ - 9,15%, GDF-Suez - 9,15%, Enel - 9,15%, RWE Power - 9,15%, iar ArcelorMittal și Iberdrola, fiecare câte 6,2%.
Iberdrola Renovables mai deține și o rețea de proiecte cu capacitatea de 1.600 MW eolian în 50 de locații din estul Dobrogei, din care aproape 700 de MW sunt într-o fază administrativă avansată.
În total vor fi construite 50 de ferme eoliene între 2011 și 2017.